# Anomalopterygella chauviniana
Anomalopterygella chauviniana là một loài Trichoptera trong họ Limnephilidae. Chúng phân bố ở miền Cổ bắc.